# Captain Morgan
Captain Morgan — марка рома, производимая британским алкогольным конгломератом Diageo. Названа по имени валлийского пирата, английского капера, а позже плантатора и вице-губернатора Ямайки сэра Генри Моргана.
Крупнейшими рынками сбыта для Captain Morgan являются США, Великобритания, Канада, Германия и ЮАР. Сорта с пометкой Spiced характеризуются как «алкогольный напиток на основе рома» (Spirit Drink With Caribbean Rum), так как содержание алкоголя в них зачастую не превышает 37,5 %, добавлены специи и ароматизаторы. Эта надпись отображена самим производителем на бутылках. Остальные сорта являются настоящим ромом, что отображено и на этикетках.

## История
В 1944 году канадская компания Seagram берётся за производство рома под именем Captain Morgan Rum Company.
Будучи в Кингстоне на Ямайке, основатель Seagram Сэмюэл Бронфман попробовал необычный ром в аптеке Levy Brothers. Секрет рома от братьев Леви заключался в следующем: они покупали чистый ром в винокурне Long Pond, добавляли в него ароматные травы и пряности, после чего давали напитку «дозреть». Напиток настолько понравился Бронфману, что он официально приобрёл у Леви права на его изготовление. Тогда же бизнесмен приобрел у правительства Ямайки и саму винокурню Long Pond.
В 1950-х годах Seagram переводит производственные мощности Captain Morgan из Ямайки в Пуэрто-Рико. Основной причиной такого решения были существенные налоговые льготы при создании новых рабочих мест в Пуэрто-Рико.
В 1982 году, в ходе подготовки к выходу бренда на рынок США, появился современный образ пирата на этикетке. Его создателем был американский художник Дон Мейц, известный своими работами в жанрах научной фантастики и фэнтези.
В 2001 году Seagram продаёт марку Captain Morgan алкогольному конгломерату Diageo.

В 2004 году было произведено во всём мире 54 млн литров рома марки Captain Morgan, что делает его одним из наиболее популярных сортов рома.

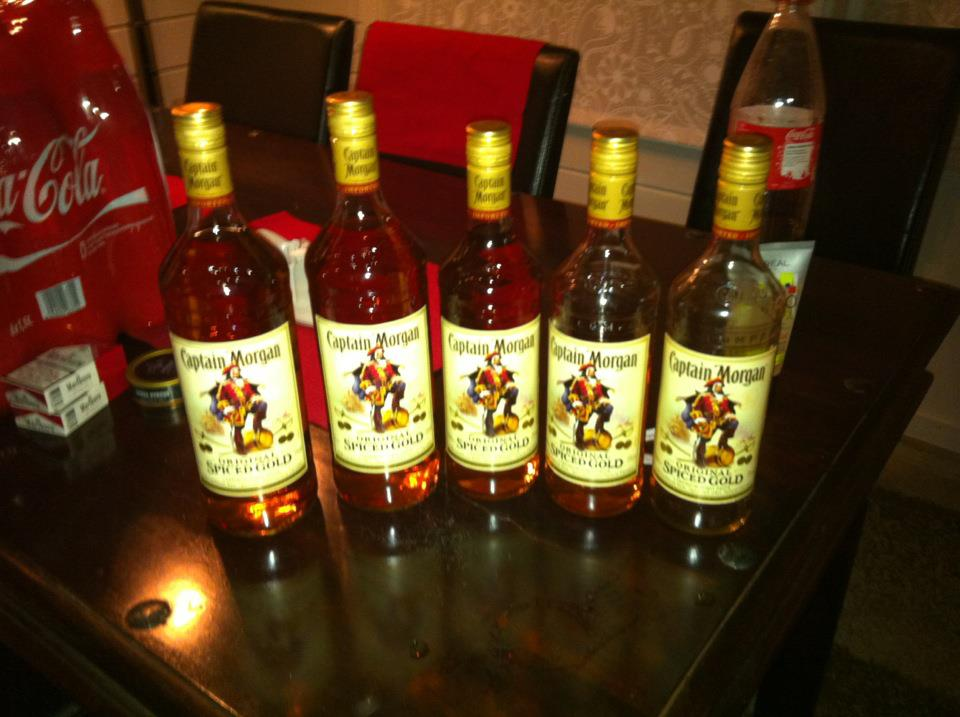

## Ассортимент

### Ром, и напитки на его основе
- Original Spiced Gold — фирменный спиртной напиток бренда на основе рома, пряностей и натуральных ароматизаторов. Во вкусе ощущаются ноты натуральной ванили, коричневого сахара, сухофруктов, согревающих специй с оттенками дуба. Крепость: 35% об.  Напиток разливаемый в Южной Африке крепче — 37,5% об.
- Original Spiced Rum — пряный золотой ром, аналог предыдущего напитка в странах Северной Америки. Крепость: 35% об.
- White Rum — светлый ром изготовленный путём пятикратной дистилляции. Вкус гладкий, свежий и чистый, с лёгкой сладостью в послевкусии. Крепость в большинстве стран Европы: 37,5% об., — в США, Канаде и России: 40% об.
- Black Jamaica Rum — тёмный ямайский ром, выдержанный в дубовых бочках. Интенсивный, глубокий, насыщенный вкус с нюансами обожжённой дубовой бочки в послевкусии. Крепость: 40% об. Напиток разливаемый в Южной Африке крепче — 43% об.
- The Original Rum — аналогичный предыдущему по технологии изготовления ром, но на сырье полученном из Гайаны, Ямайки и Барбадоса. Выпускается для рынка Великобритании. Крепость: 40% об.
- Under Proof Jamaica Black Rum — тёмный ямайский ром, аналог Black Jamaica Rum, но чуть менее крепкий. Выпускается в Австралии для внутреннего рынка. Крепость: 37% об.
- Black Spiced — тёмный спиртной напиток на основе рома, пряностей и натуральных ароматизаторов. Корица, гвоздика и имбирь во вкусе, с дымными нотами ванили, кокоса и дуба в послевкусии. Крепость: 40% об.
- Black Spiced Rum — тёмный пряный ром, аналог предыдущего напитка в странах Северной Америки. Крепость: 47,3% об.
- Gold Rum — золотой ром со сладкими древесными и ореховыми нотами во вкусе, и мягким послевкусием. Выпускается для рынка Канады. Крепость: 35% об.
- Silver Spiced Rum — светлый пряный ром с мощным ароматом ванили, оттенками кассии, лёгким вкусом и округлым ванильным характером. Выпускается  для рынка Северной Америки. Крепость: 35% об.
- 100 Proof Spiced Rum — пряный ром, самый крепкий в современной линейке Captain Morgan. Вкусовыми характеристиками более всего напоминает Original Spiced Rum. Выпускается  для рынка Северной Америки. Крепость: 50% об.
- Private Stock Rum — выдержанный в дубовых бочках карибский ром с добавлением отборных пряностей. Выпускается для рынка Северной Америки. Крепость: 40% об.
- Dark Rum — бленд карибского и канадского ромов. Сладкие древесные ноты во вкусе, с мягким маслянистым послевкусием. Выпускается для рынка Канады. Крепость: 35% об.
- DeLuxe Dark Rum — тёмный карибский ром выдержанный в бочках из белого дуба. Выпускается для рынка Канады. Крепость: 40% об.
- 1671 Commemorative Blend — тёмный карибский ром смешанный с уникальным сочетанием специй и выдерживаный в бочках из испанского дуба. Во вкусе и аромате ноты сухофруктов, ванили, карамели и дуба. Крепость: 35% об.
- Limited Edition Spiced Rum Sherry Oak Finish — ограниченный выпуск пряного рома выдержанного в бочках из под хереса. Крепость: 35% об.
- Fire Ship — спиртной напиток напиток на основе карибского рома с согревающим эффектом корицы и имбиря. Крепость: 33% об.
- Tattoo — чёрный пряный ром с густым ароматом фруктов, ягод и цитрусовых. Выпущен на рынок для конкуренции с ликёром Jägermeister. Крепость: 35% об.
- Lime Bite — светлый ром с лаймом и другими натуральными ароматизаторами. Выпускается для рынка США. Крепость: 35% об.
- Coconut Rum — светлый ром ароматизированный кокосом. Выпускается для рынка США. Крепость: 35% об.
- Pineapple Rum — светлый ром ароматизированный ананасом. Выпускается для рынка США. Крепость: 35% об.
- Grapefruit Rum — светлый ром ароматизированный грейпфрутом. Выпускается для рынка США. Крепость: 35% об.
- Parrot Bay — линейка светлых ароматизированных ромов, выпущенная на рынок США для конкуренции с ароматизированными водками.
  - Key Lime — лайм. Крепость: 21% об.
  - Mango — манго. Крепость: 21% об.
  - Orange — апельсин. Крепость: 21% об.
  - Passion Fruit — маракуйя. Крепость: 21% об.
  - Pineapple — ананас. Крепость: 21% об.
  - Strawberry — клубника. Крепость: 21% об.
  - Tropical Mojito Citrus — цитрусовый Мохито. Крепость: 21% об.
  - Tropical Mojito Mango — манговый Мохито. Крепость: 21% об.
  - Coconut — кокос. Крепость: 21% об.
  - 90 Proof Coconut — кокос. Крепость: 45% об.
- Canon Blast — пряный ром со сладостью карибских цитрусов и согревающим эффектом чипотле и халапеньо. Выпускается для рынка США. Крепость: 35% об.
- Jack-O'Blast — пряный ром ароматизированный тыквой. Ограниченный выпуск для рынка США. Крепость: 30% об.
- Apple Smash — спиртной напиток на основе рома с ароматом и цветом зелёного яблока. Выпускается для рынка США. Крепость: 30% об.
- Watermelon Smash — спиртной напиток на основе рома с ароматом и цветом сочной арбузной мякоти. Ограниченный выпуск для рынка США. Крепость: 25% об.
- Loconut — спиртной напиток на основе рома и кокосового ликёра. Выпускается для рынка США. Крепость: 20% об.

### Коктейли и другие напитки
- Long Island Iced Tea — коктейль из рома, водки, виски, джина и ликёра трипл-сек. Выпускается для рынка Северной Америки. Крепость: 17% об.
- Mutineer — светлый лагер с ароматом рома. Выпускается для рынка Германии. Крепость: 5,9% об.
- Original Spiced Gold & Cola — коктейль из фирменного пряного рома и колы. Крепость варьируется от 4,5% об. в Австралии, до 10% об. в Германии.
- Original Dark Rum & Cola — коктейль из тёмного рома и колы. Выпускается для рынка Новой Зеландии. Крепость: 5% об.
- Original Spiced Gold & Dry — коктейль из фирменного пряного рома и имбирного эля. Выпускается для рынка Австралии. Крепость: 6% об.
- White Rum Mojito — коктейль Мохито на основе белого рома. Крепость варьируется от 5% об. в Италии, до 10% об. в Германии.
- Spiked Cola — коктейль из рома и колы. Выпускается для рынка США. Крепость: 8% об. Аналогичный напиток под тем же названием продаётся и в Канаде, но крепость его меньше — 7% об. (см. Spiked Brew).
- Spiked Root Beer — коктейль из рома и корневого пива. Выпускается для рынка США. Крепость: 8% об. Аналогичный напиток под тем же названием продаётся и в Канаде, но крепость его меньше — 7% об. (см. Spiked Brew).
- Spiked Tea — коктейль из рома и холодного чая. Выпускается для рынка США. Крепость: 8% об.
- Spiked Brew — линейка коктейлей на основе фирменного пряного рома смешанного с различными безалкогольными напитками. Выпускаются в Канаде для внутреннего рынка. На одной стороне банки название напитка на английском языке, на другой — на французском (указано в скобках).
  - Cola — с колой. Крепость: 7% об. Продаётся также под названием Spiked Cola.
  - Root Beer (Racinette) — с корневым пивом. Крепость: 7% об. Продаётся также под названием Spiked Root Beer (Racinette Alcoolise).
  - Ginger Ale (Soda Gingembre) — с имбирным элем. Крепость: 7% об.
  - Iced Tea (Thé Glacé) — с чаем. Крепость: 7% об. Продаётся также под названием Spiked Iced Tea (Thé Glacé Alcoolise).
- Frozen Captain Morgan & Cola — замороженный коктейль из фирменного пряного рома и колы в упаковке дой-пак. Выпускается для рынка Австралии. Крепость: 4,7% об.